# Angizia Luco 1925
L'Associazione Sportiva Dilettantistica Angizia Luco, nota semplicemente come Angizia Luco, è una società calcistica di Luco dei Marsi (AQ).

## Storia

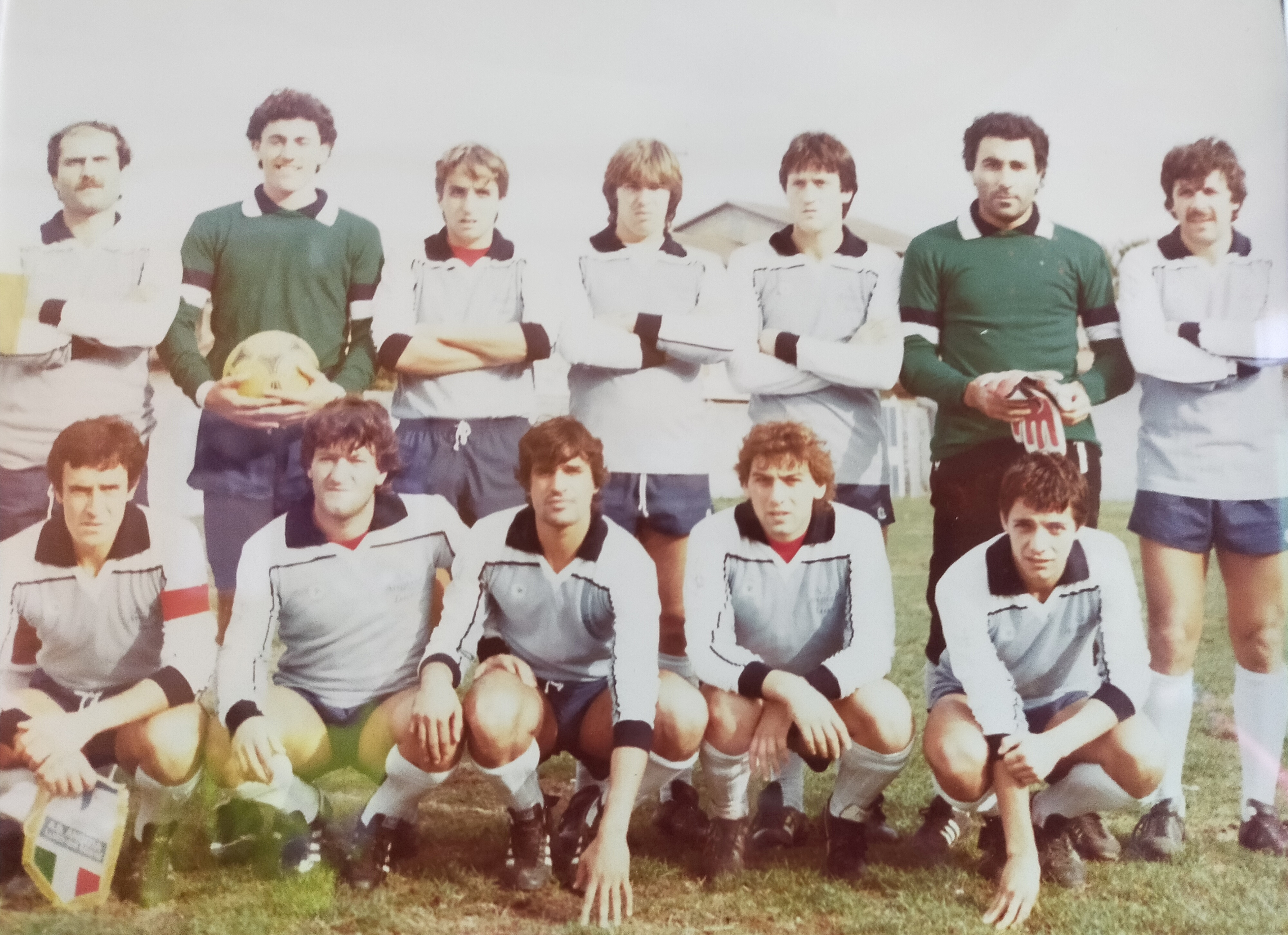
L'Angizia Luco 1982-1983

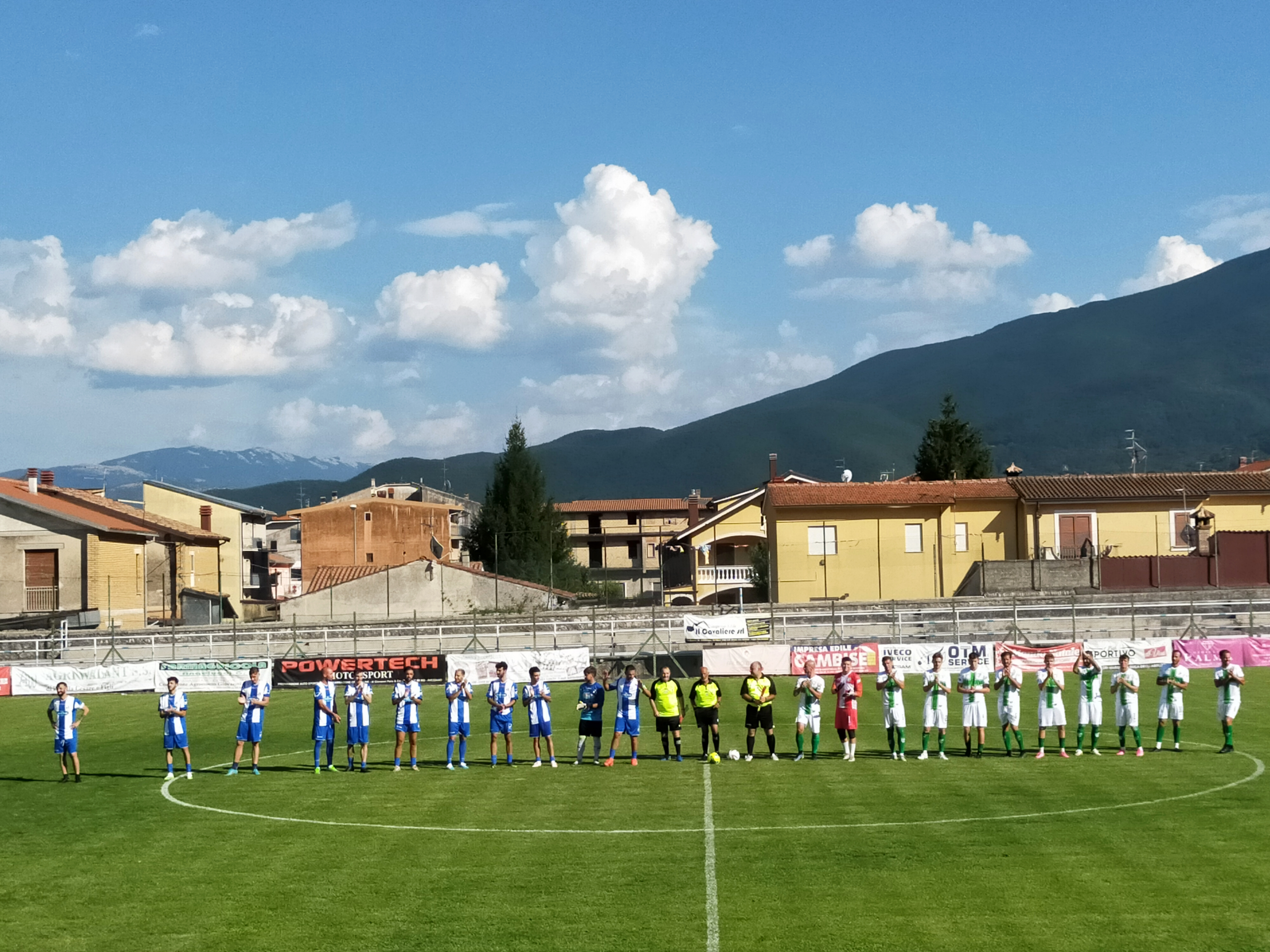
Amichevole Angizia Luco-Avezzano Calcio nel 2023

L'Angizia Luco è una società sportiva che fu fondata nel 1925, prendendo il nome di Angizia, divinità adorata dai Marsi il cui santuario di Lucus Angitiae è situato nel territorio comunale di Luco dei Marsi.
Ha militato per tre stagioni in Serie C2 debuttando nel torneo professionistico nel 1985 dopo aver vinto il proprio girone del Campionato Interregionale 1984-1985 davanti al Bisceglie Calcio. La squadra è arrivata nel suo massimo livello attraverso un doppio salto dai tornei regionali. Per dodici stagioni ha invece militato in Serie D, il massimo livello dilettantistico.
A livello dilettantistico ha vinto il massimo campionato regionale e una volta anche il proprio girone di Interregionale.
Dal 1988-1989 ha assunto la denominazione di Luco dei Marsi, per riprendere la vecchia denominazione nella stagione 2007-2008 in cui assunse il nome di Angizia Luco dei Marsi.
Nell'anno 2012 si è unita con la Jaguar, società dilettantistica luchese militante nel campionato di Promozione, evitando così il fallimento e acquisendo la nuova denominazione di "Jaguar Angizia Luco". Questa procedura non ha però consentito alla società marsicana di mantenere il numero di matricola originario con cui venne conosciuta in Serie C2.
Terminato il campionato abruzzese di Promozione 2013-2014 con la salvezza, la società per motivi economici e logistici iscrive la squadra al campionato inferiore di Prima Categoria che tuttavia vincerà tornando immediatamente nel torneo superiore.
Dalla stagione calcistica 2015-2016 cambia denominazione in "A.S.D. Luco Calcio" disputando il campionato abruzzese di Promozione. Nella stagione 2018-2019 il club sotto la presidenza di Paolo Venditti cambia nuovamente denominazione tornando a chiamarsi "A.S.D. Angizia Luco", poche settimane dopo la società bianco azzurra viene rilevata dal giovane imprenditore Omar Favoriti.
La squadra luchese si posiziona in testa alla classifica del girone A di Promozione Abruzzo 2018-2019 ritornando dopo otto stagioni nel campionato di Eccellenza.
Nell'estate del 2019 viene ricostituita una nuova dirigenza, Favoriti lascia la presidenza che viene assunta in forma pro tempore da Fabrizio Di Giamberardino. Il 2 agosto 2019 l'imprenditore Domenico Covone è stato nominato nuovo presidente del club marsicano.
Raggiunta la salvezza nell'Eccellenza Abruzzo 2019-2020 il sodalizio non si iscrive al successivo torneo cedendo il titolo al Deportivo Luco, società di Prima Categoria.

## Palmarès

### Competizioni interregionali
- Campionato Interregionale: 1

1984-1985 (girone H)

### Competizioni regionali
- Promozione Abruzzo: 3

1983-1984, 2002-2003, 2018-2019 (girone A)
- Eccellenza Abruzzo: 1

1996-1997
- Coppa Italia Dilettanti Abruzzo: 1

1996-1997

### Competizioni giovanili
- Campionato nazionale Dante Berretti: 1

1986-1987

## Statistiche e record

### Partecipazione ai campionati
| Livello | Categoria                       | Partecipazioni | Debutto   | Ultima stagione | Totale |
| ------- | ------------------------------- | -------------- | --------- | --------------- | ------ |
| 4º      | Serie C2                        | 3              | 1985-1986 | 1987-1988       | 3      |
| 5º      | Campionato Interregionale       | 4              | 1988-1989 | 1991-1992       | 11     |
| 5º      | Campionato Nazionale Dilettanti | 7              | 1992-1993 | 1998-1999       | 11     |

## Tifoseria
I gruppi storici del tifo luchese sono i Wild boys e la Brigata Angizia.